# Mamoru Samuragochi
Mamoru Samuragochi (født 21. september 1963 i Hiroshima, Japan) er en japansk komponist og pianist.
Samuragochi begyndte at spille klaver som 4-årig og begyndte ligeledes i en tidlig alder at komponere. Han er således autodidakt. Han er mest kendt for sine soundtracks og komponerede i sin ungdom 10 symfonier, som han senere destruerede, og skrev herefter Symfoni nr. 1 "Hiroshima", der handler om atombomberne over Hiroshima og Nagasaki.
Han har levet med symptomer i lighed med andre beboere i byerne, og blev døv i en ung alder. Han skrev senere musik til computerspil.

## Udvalgte værker
- "Remembering the Cosmos Flower" (1997) - filmmusik
- "Onimusha: Warlords" (2001) - computerspil
- Symfoni nr. 1 "Hiroshima" (2003) - for orkester
- Sonatine (19?) - for Violin